# کریستوف کاویلیه
کریستوف کاویلیه (به فرانسوی: Christophe Cuvillier) (زاده ۵ دسامبر ۱۹۶۲۳۷) کارآفرین، بازرگان و مدیر ارشد اجرایی فرانسوی است، که در حال حاضر به‌عنوان مدیر عامل اجرایی شرکت یونیبیل-رودآمکو فعالیت می‌نماید. وی سابقه مدیریت در شرکت‌های لورئال، لانکوم و کرینگ را در کارنامه خود دارا می‌باشد.